# La Bezole
La Bezole ist eine französische Gemeinde im Département Aude in der Region Okzitanien. Sie gehört zum Kanton La Région Limouxine und zum Arrondissement Limoux. Nachbargemeinden sind Villelongue-d’Aude im Norden, Ajac im Nordosten, Castelreng im Osten, Saint-Couat-du-Razès im Süden, Saint-Benoît im Südwesten und Courtauly im Westen.

## Bevölkerungsentwicklung

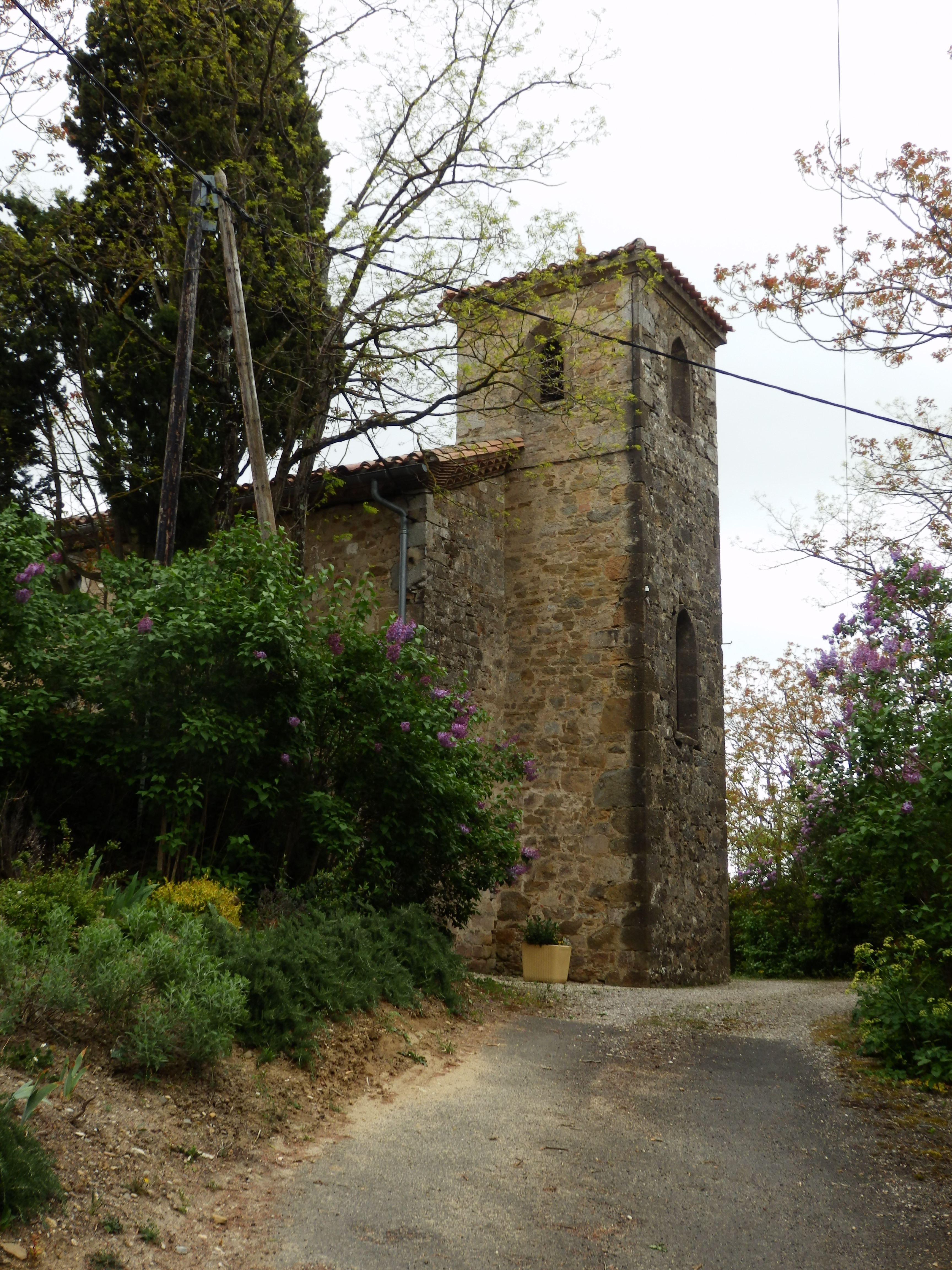
Kirche Mariä Geburt

| Jahr      | 1962 | 1968 | 1975 | 1982 | 1990 | 1999 | 2007 | 2017 |
| --------- | ---- | ---- | ---- | ---- | ---- | ---- | ---- | ---- |
| Einwohner | 28   | 32   | 35   | 27   | 38   | 42   | 46   | 44   |